# Anton Šantyr'
Anton Igorevič Šantyr' (in russo Антон Игоревич Шантырь?; Budapest, 25 aprile 1974) è un ex pistard russo.

## Palmarès

### Olimpiadi
- 1 medaglia:
  - 1 argento (Atlanta 1996 nell'inseguimento a squadre)